# Lars Koslowski
Lars Koslowski (* 22. Mai 1971 in Kassel) ist ein ehemaliger deutscher Tennisspieler.

## Karriere
Koslowski, der von Karl Meiler trainiert wurde, begann seine Profi-Karriere nach widersprüchlichen Angaben entweder 1988 oder 1989. Sowohl 1988 als auch 1989 erreichte er beim Challenger-Turnier im australischen Brisbane das Viertelfinale. 1989 zog er zudem mit Doppel-Partner Arne Thoms ins Halbfinale des Münchener Challenger-Turniers ein. Dem Halbfinale beim Challenger-Turnier im griechischen Thessaloniki sowohl in der Einzel- als auch in der Doppel-Konkurrenz an der Seite Markus Naewies im Jahre 1990 folgte schließlich 1991 sein erster Turniersieg beim Turnier der Challenger-Serie in Sevilla. In Stuttgart führte ihn sein Weg nach Siegen unter anderem über Goran Prpić und Guy Forget ins Halbfinale, das er jedoch ebenso verlor wie das Finale des Challenger-Turniers von Bielefeld in jenem Jahr. 1992 unterlag er in der Doppel-Wertung des ATP Umag gemeinsam mit Sander Groen erst im Finale. Das beste Ergebnis im Einzel bei einem Grand-Slam-Turnier gelang Lars Koslowski bei den Australian Open 1992, als er bis in die dritte Runde vorstieß.
Seine höchste Karriere-Platzierung in der Weltrangliste im Einzel erreichte Koslowski am 15. Juni 1992 mit dem 63. Platz. In der Doppel-Wertung war er am 14. September 1992 auf Rang 112 gelistet. Insgesamt gewann er im Laufe seiner Karriere ein Preisgeld in Höhe von 265.437 US-Dollar.
Im Verein spielte er unter anderem 1993 für TC Blau-Weiss Neuss und 2008 für ETuF Essen, dessen Kapitän er war, in der Bundesliga.

## Erfolge
| Legende (Anzahl der Siege)                       |
| Grand Slam                                       |
| Tennis Masters Cup ATP World Tour Finals         |
| ATP Masters Series ATP World Tour Masters 1000   |
| ATP International Series Gold ATP World Tour 500 |
| ATP International Series ATP World Tour 250      |
| ATP Challenger Tour (8)                          |

### Einzel

#### Turniersiege
| Nr. | Datum             | Turnier         | Belag | Finalgegner  | Ergebnis      |
| --- | ----------------- | --------------- | ----- | ------------ | ------------- |
| 1.  | 30. Juni 1991     | Sevilla         | Sand  | Tomas Nydahl | 6:2, 3:6, 7:6 |
| 2.  | 14. Oktober 1991  | Reggio Calabria | Sand  | Saša Hiršzon | 6:4, 6:2      |
| 3.  | 6. September 1992 | Meran           | Sand  | Roberto Azar | 6:3, 6:4      |

### Doppel

#### Turniersiege
| Nr. | Datum              | Turnier  | Belag     | Partner         | Finalgegner                          | Ergebnis      |
| --- | ------------------ | -------- | --------- | --------------- | ------------------------------------ | ------------- |
| 1.  | 22. September 1991 | Bukarest | Sand      | Tomas Nydahl    | George Cosac Florin Segărceanu       | 6:3, 2:6, 6:3 |
| 2.  | 27. Oktober 1991   | Brest    | Hartplatz | Arne Thoms      | Patrik Kühnen Alexander Mronz        | 6:2, 1:6, 6:3 |
| 3.  | 20. Juni 1992      | Halle    | Sand      | Karsten Braasch | Kelly Evernden Brett Steven          | 4:6, 7:6, 6:0 |
| 4.  | 18. Juni 1995      | Weiden   | Sand      | Dirk Dier       | Emilio Benfele Álvarez Brent Larkham | 6:3, 6:3      |
| 5.  | 25. Juni 1995      | Eisenach | Sand      | Dirk Dier       | Sébastien Leblanc Chris Woodruff     | 3:6, 6:3, 7:6 |

#### Finalteilnahmen
| Nr. | Datum           | Turnier | Belag | Partner      | Finalgegner                  | Ergebnis      |
| --- | --------------- | ------- | ----- | ------------ | ---------------------------- | ------------- |
| 1.  | 30. August 1992 | Umag    | Sand  | Sander Groen | David Prinosil Richard Vogel | 3:6, 7:6, 6:7 |